# Gemeindeverwaltungsverband Donau-Heuberg
Der GVV Donau-Heuberg ist ein Gemeindeverwaltungsverband im Osten des Landkreises Tuttlingen in Baden-Württemberg.

## Geschichte
Die Gründung des Verbands wurde von den Mitgliedern am 11. September 1972 vereinbart. Dadurch blieben die Gemeinden selbstständig, und die Städte Fridingen und Mühlheim an der Donau wurden Unterzentrum. Sitz des Verwaltungsverbands ist Fridingen; die Verbandsverwaltung ist im Rathaus in Fridingen untergebracht.

## Mitgliedsgemeinden
- Bärenthal
- Buchheim
- Fridingen an der Donau
- Irndorf
- Kolbingen
- Mühlheim an der Donau
- Renquishausen

## Aufgaben
Der Gemeindeverwaltungsverband übernimmt für die Gemeinden zahlreiche Aufgaben, entweder in deren Namen für die Mitgliedsgemeinden oder in eigener Zuständigkeit anstelle der Mitgliedsgemeinden. Als Untere Verwaltungsbehörde hat der Gemeindeverwaltungsverband auch die Zuständigkeit als
- Untere Baurechtsbehörde
- Untere Denkmalschutzbehörde
- Gaststättenbehörde

Weitere Aufgaben sind unter anderem das Haushalts-, Kassen- und Rechnungswesen, Flächennutzungsplan, Hoch- und Tiefbau sowie die Lohnbuchhaltung. Die Verbandsverwaltung ist in Hauptverwaltung, Finanzverwaltung und Bauamt gegliedert.

## Verbandsversammlung
Hauptorgan des Verbands ist die Verbandsversammlung. Sie besteht aus den Bürgermeistern und jeweils zwei Gemeinderäten jeder Mitgliedsgemeinde. Jede Gemeinde hat eine Stimme.

## Verwaltungsrat
Als weiteres Organ ist der Verwaltungsrat gebildet. Er besteht aus dem Verbandsvorsitzenden als Vorsitzender und den Bürgermeistern der Mitgliedsgemeinden. Der Ortsvorsteher der Ortschaft Stetten ist beratendes Mitglied. Der Verwaltungsrat ist das Bindeglied zwischen Verbandsverwaltung und Mitgliedsgemeinden. Er kontrolliert und koordiniert die Verwaltung und bereitet die Beschlussfassungen der Verbandsversammlung vor.

## Verbandsvorsitzender
Der Verbandsvorsitzende wird von der Verbandsversammlung aus deren Mitte für die Dauer von fünf Jahren gewählt. Er ist für die laufenden Geschäfte zuständig.
Die Vorsitzenden seit Verbandsgründung:
- 1972–1977 Bürgermeister Hubert Schiebel, Fridingen
- 1977–1994 Bürgermeister Roland Ströbele, Fridingen
- 1994–1999 Bürgermeister Stefan Bär, Fridingen
- 1999–2004 Bürgermeister Oliver Ehret, Mühlheim
- 2004–2014 Bürgermeister Konstantin Braun, Kolbingen
- 2014–2019 Bürgermeister Stefan Waizenegger, Fridingen
- 2019–2024 Bürgermeister Jürgen Zinsmayer, Renquishausen
- seit 2024 Bürgermeister Jörg Kaltenbach, Mühlheim